# 268
268 (CCLXVIII) var ett skottår som började en onsdag i den julianska kalendern.

## Händelser

### Okänt datum
- Gallienus, understödd av Aurelianus, besegrar goterna i slaget vid Naissus.
- Gallienus mördas av sina egna trupper utanför Milano.
- Claudius II blir romersk kejsare.
- Alemannerna invaderar Italien.
- Claudius II besegrar alemannerna i slaget vid Benacussjön.
- Visigoterna uppträder för första gången som en enskild folkgrupp.
- Victorinus blir den fjärde kejsaren av det Galliska riket, efter att hans företrädare har mördats.

## Avlidna
- September – Gallienus, romersk kejsare sedan 253
- 26 december – Dionysius, påve sedan 259
- Postumus, härskare över det Galliska riket (dödad av armén)
- Laelianus, härskare över det Galliska riket (dödad av armén)
- Marcus Aurelius Marius, härskare över det Galliska riket (dödad av armén)